# بنای فهرست‌شده

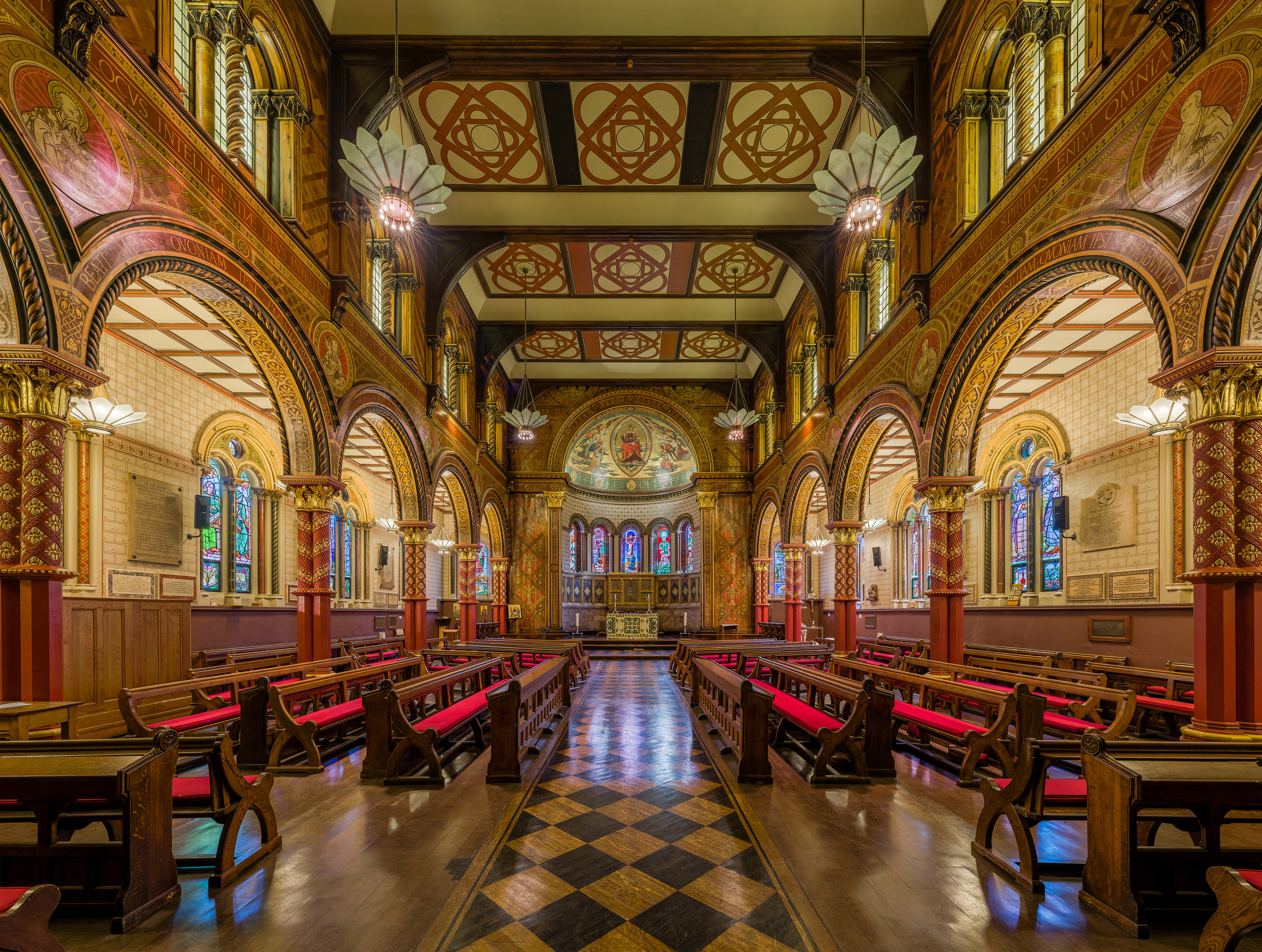
بنای فهرست‌شده با درجه‌بندی I نمازخانهٔ کینگزکالج لندن که در سال ۱۸۶۴ توسط سر جورج گیلبرت اسکات دوباره طراحی شده و بنای فهرست‌شده و یک بنا با درجه‌بندی I ثبت گردیده.

بنای فهرست‌شده (به انگلیسی: Listed building) یا یک ساختمان مورد حفاظت قرارگرفته در بریتانیا به بنایی گفته می‌شود که به‌خاطر علاقه‌های معماری یا تاریخی آن مورد مراقبت و سرپرستی ویژهٔ نهادهای قانونی قرار گرفته‌است. این نهادهای قانونی در انگلستان: انگلستان تاریخی، در ویلز: خدمات محیط زیست دولت ویلز یا سی‌آدی‌دبلیو (Cadw خود به‌معنی حفاظت کردن)، در اسکاتلند: محیط زیست تاریخی اسکاتلند (HES اچ‌ای‌اس)، و در ایرلند شمالی: نهاد آژانس محیط زیست ایرلند شمالی یا (ان‌آی‌ای‌آ NIEA) هستند.
در جمهوری ایرلند نیز از این اصطلاح برای حفاظت از ساختمان‌ها و معماری میراث ملی استفاده می‌شود هرچند که در آن‌جا برابر با تعهدات این کشور تحت کنوانسیون گرانادا از ساختار این‌گونه ساختمان‌ها محافظت می‌شود. در آن‌جا «نهاد سرمایهٔ ملی میراث معماری» یا ان‌آی‌آاچ (NIAH) عهده‌دار این امور است.
یک بنای فهرست‌شده نباید تخریب شود، توسعه یابد، یا در آن تغییری؛ بدون داشتن اجازهٔ ویژهٔ انجام آن از بنیاد مسوول برنامه‌ریزی محل در آن داده شود. به‌طور معمول، آن بنیاد نیز به نوبهٔ خود با آژانس مربوطٔ دولت مرکزی مشورت خواهد کرد؛ به ویژه برای تغییرات قابل ملاحظه در مورد بناهای‌های فهرست‌شدهٔ ارزشمندتر که بیشتر قابل توجه هستند. در انگلستان و ویلز، یک «جامعهٔ ملی توافق» وجود دارد که؛ هرگونه کار شامل عنصر تخریب در مورد یک بنای فهرست‌شده، باید به آن جامعه اطلاع داده شود.
برای بناهایی که در حال حاضر برای عبادت ارائه و به کار گرفته شده، معافیت از نیاز به مجوز «بناهای‌های فهرست‌شده» در نظر گرفته‌شده‌است؛ و این تنها در مواردی‌است که نهاد مذهبی مربوط، خود به روشی معادل آن مجوز عمل می‌کند. صاحبان بناهای فهرست‌شده در برخی شرایط، مجبور (مکلف) به تعمیر و نگهداری آن بناها هستند و در صورتی که موفق به انجام این کار نشوند یا اگر آن‌ها به انجام تغییرات غیرمجاز اقدام کنند می‌توانند با تعقیب کیفری (جنایی) مواجه شوند. روش «بناهای فهرست‌شده» اجازه می‌دهد تا اگر بنایی به اشتباه در فهرست قرارگرفته از لیست حذف شود.
هرچند که بیشتر ساختارهای فهرست شده «ساختمان‌ها» هستند، سازه‌های دیگر، مانند پل‌ها، بناهای تاریخی، مجسمه‌ها، یادبودهای جنگ، و حتی فرسنگ‌شمارهای سنگی و نقاط عطف و خط عابر پیادهٔ ابی بیتلز که بیتل‌ها در حال عبور از آن (جلد آلبوم) گروه قرار گرفت نیز در آن ذکر شده‌است. ساختارهای باستانی، نظامی و غیر مسکونی سازه، مانند ساختارهای مانند استون‌هنج گاهی به عنوان اثر باستانی برنامه‌ریزی‌شده (Scheduled monument) به جای طبقه‌بندی‌شده، و توسط قانون بسیار قدیمی‌تر حفاظت شده، در حالی که مناظر فرهنگی از جمله پارک‌ها و باغ‌ها در حال حاضر به صورت غیر الزامیِ «ذکر شده» در فهرست هستند. سیستم‌های مختلفی در هر منطقه از کشور پادشاهی متحده به کار گرفته می‌شوند؛ هر چند اصول اساسی فهرست شده‌ها یکسان باقی می‌مانند.